# Trinitatiskirche (Carlsfeld)
| Dreifaltigkeitskirche Carlsfeld | Dreifaltigkeitskirche Carlsfeld                                  |
| ------------------------------- | ---------------------------------------------------------------- |
| Foto                            |                                                                  |
| Adresse                         | Ortsteil Carlsfeld der Stadt Eibenstock, Carlsfelder Hauptstraße |
| Konfession                      | evangelisch                                                      |
| Gemeinde                        | Evangelische Trinitatisgemeinde Carlsfeld                        |
| Aktuelle Nutzung                | Gemeindekirche; Kulturort                                        |
| Gebäude                         |                                                                  |
| Baubeginn                       | 1684                                                             |
| Erneuerungen und Umbauten       | 1958, um 2000 restauriert                                        |
| Stil                            | frühbarock                                                       |

Die evangelisch-lutherische Trinitatiskirche (Dreifaltigkeitskirche) in Carlsfeld ist ein bedeutender barocker Zentralbau im sächsischen Erzgebirge und gilt als früheste Vorform der Dresdner Frauenkirche in Sachsen. Seit den 1970er Jahren steht die Kirche unter Denkmalschutz. Der Name der Kirche nimmt Bezug auf die Dreifaltigkeit von Gottvater, Gottsohn und Heiligem Geist.

## Geschichte
Der Hammer- und Blaufarbenherr Veit Hans Schnorr von Carolsfeld regte mit einer Stiftung 1682 den Bau einer Kirche samt Pfarrhaus und eines Schulgebäudes zum „geistigen und seelischen Wohl“ der Arbeiter seines Hammerwerks (zuerst „Blechcompanie“ genannt) in Carlsfeld an.
Nach einem Wolf Caspar von Klengel zugeschriebenen Entwurf nach italienischem Vorbild wurde die Trinitatiskirche von 1684 bis 1688 unter Leitung des Zimmermeisters Johann Georg Roth aus Schneeberg und des Ratsbaumeisters Christoph Schwartze errichtet. Baufachleute nehmen stark an, dass George Bähr, der später die Frauenkirche in Dresden entwarf, als Zimmerer am Bau der Kirche beteiligt war.
Die festliche Einweihung der Kirche erfolgte am 2. September 1688. Im Pfarrerbuch sind seit der Bildung der eigenständigen Kirchgemeinde 27 amtierende Pfarrer aufgeführt.
In den Jahren 1843, 1958 und schließlich 1996–2000 wurde die Kirche jeweils umfassend restauriert.
Die Kirche wird außer zu gottesdienstlichen Angelegenheiten auch für Kulturveranstaltungen genutzt.

## Architektur

### Kirchenschiff

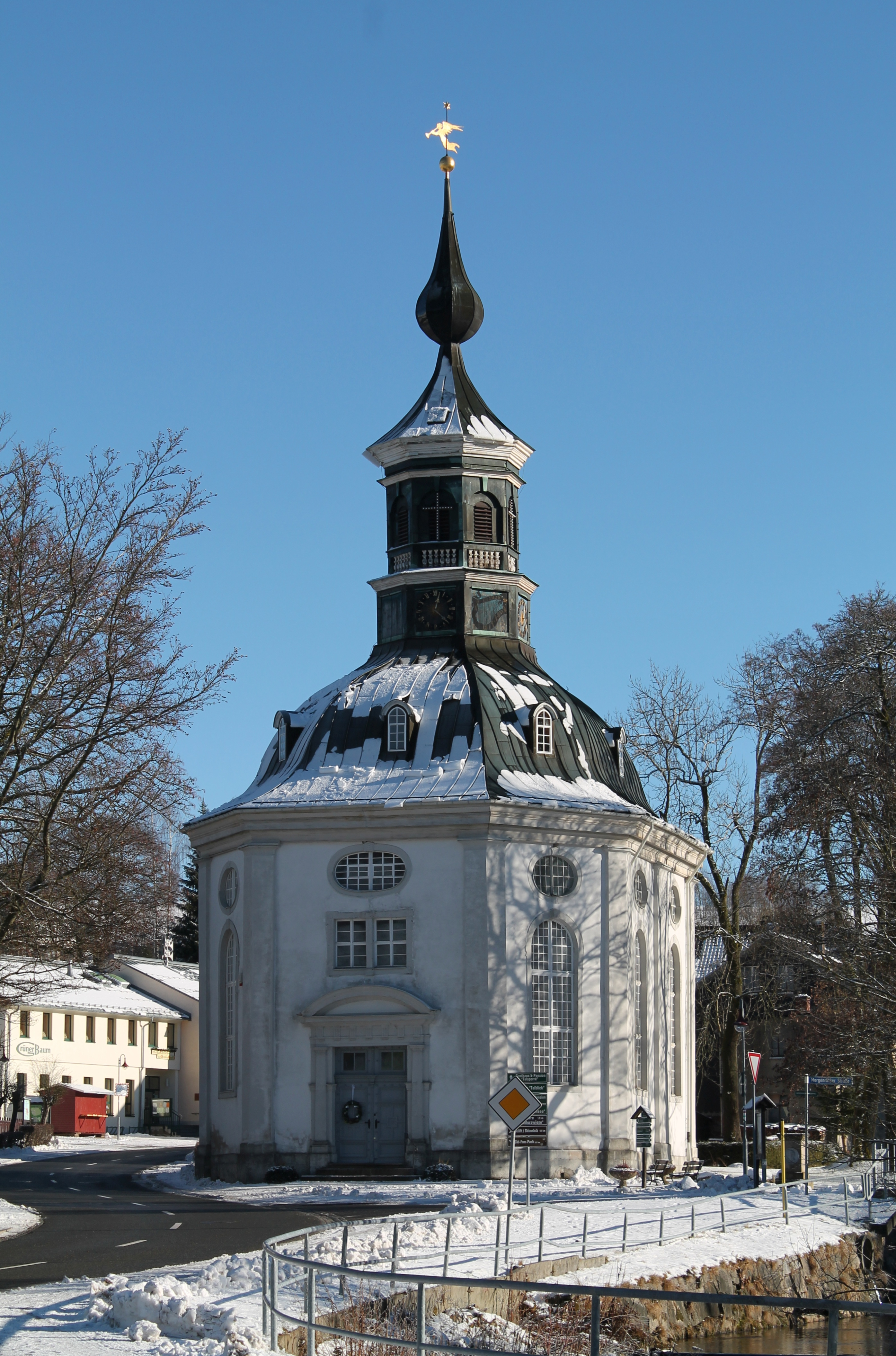
Blick auf die Kirche aus Süden

Die Kirche wurde als Putzbau über einem gestreckten achteckigen Grundriss errichtet und mit einem geschweiften achteckigen, mit Gauben besetzten Kuppeldach überwölbt. Das Westportal ist mit Pilasterrahmung, Architrav und einem Segmentbogengiebel verziert.
Die Außenmaße des Kirchengebäudes betragen etwa 22 × 25 Meter, bis zur Turmkugel sind es rund 40 Meter in der Höhe.

### Turm

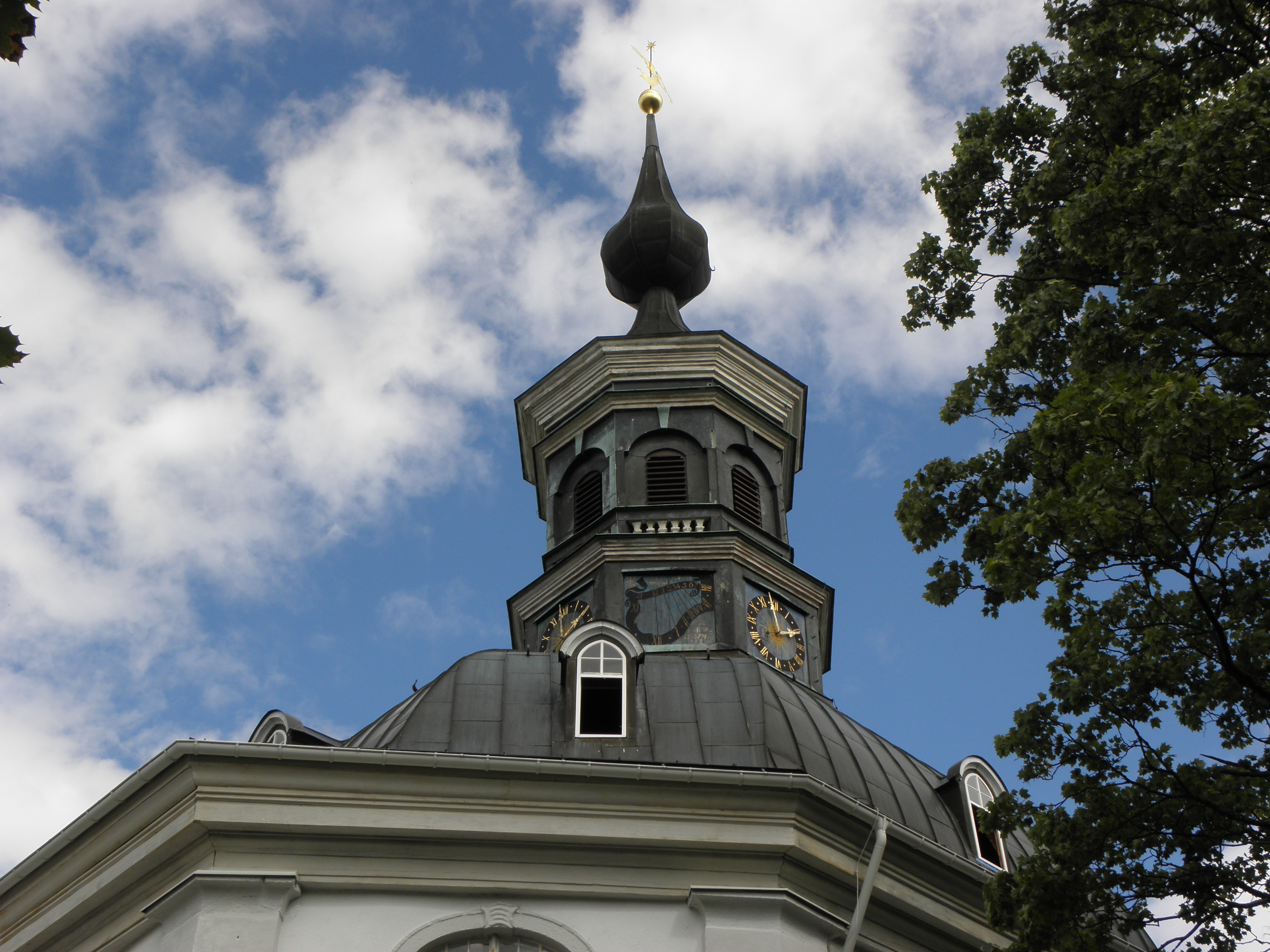
Kuppel mit Laterne

Der kleine Kirchturm erhebt sich mittig über der Kuppel des Gotteshauses und trägt eine Glocke.
Sein wesentlichster Bestandteil ist eine achtseitige Laterne mit spitzem Helm. In der Mitte verlängert ein tropfenförmig gestaltetes Element die Helmspitze. Darauf folgt die Turmkugel und diese wird von einem vergoldeten sechszackigen Stern bekrönt.
Die galerieartigen Öffnungen der Laterne mit geschnitzten Balustraden bilden einen offenen Turmumgang.
Die Laterne ruht auf einem breiteren ebenfalls achteckigen Unterbau, dessen Fassadenflächen mit Kupferblech verkleidet sind und auf vier Seiten die Zifferblätter einer Kirchturmuhr tragen.
Das Grundgerüst des Turmes wurde aus Holz gefertigt.

## Innenraum

### Übersicht

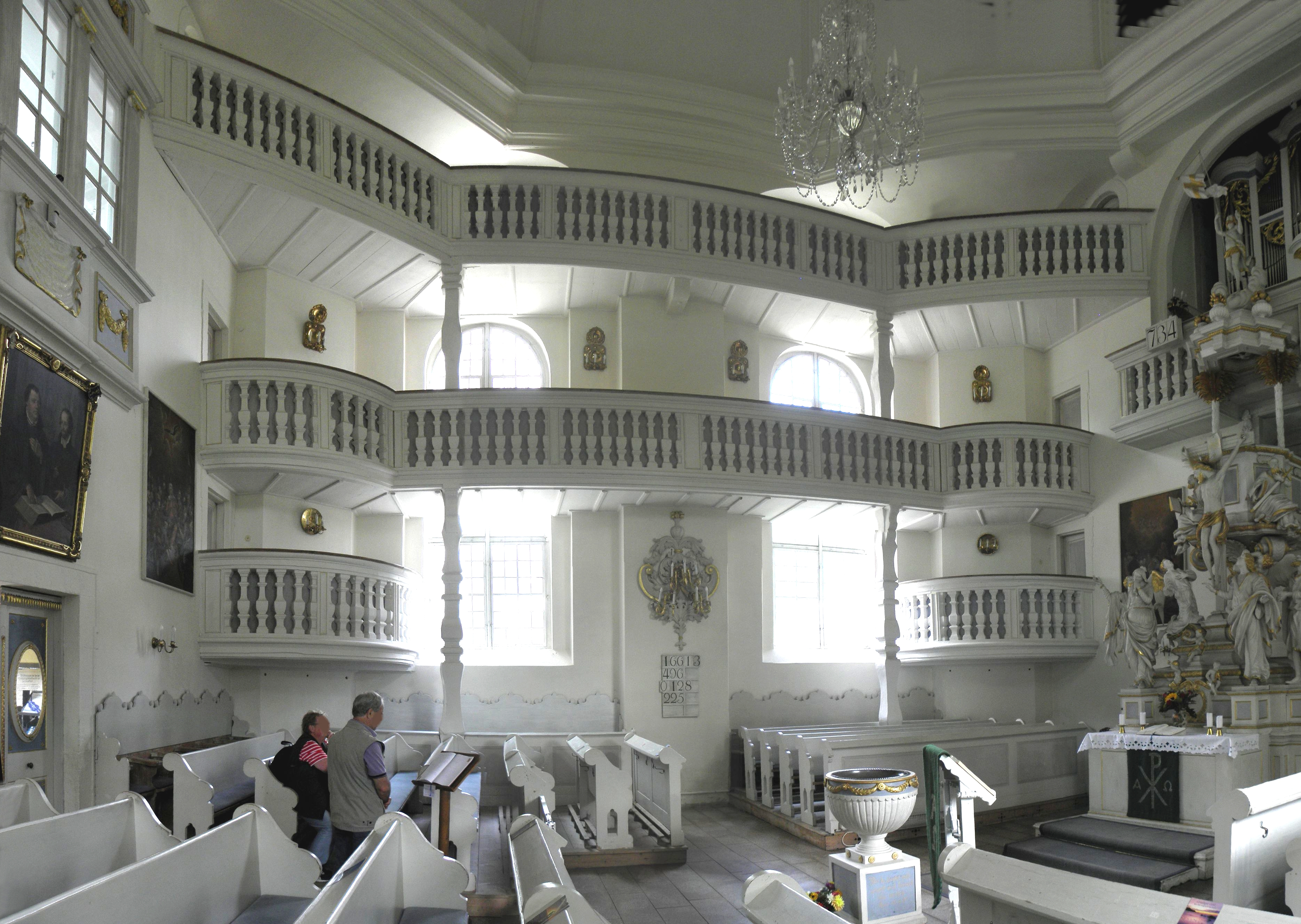
Nordseite des Innenraumes

An den Kirchenraum grenzen östlich die Sakristei mit einem dreijochigen Kreuzgratgewölbe und westlich die Vorhalle.
Über dem Eingang zum Kirchenhauptraum befinden sich die Patronatslogen, über der Sakristei der Zugang zu Kanzel und Orgelempore. Die frühbarocke Gestaltung wird vor allem durch die Farben deutlich: große weiße Wandflächen, weißes Gestühl, weiße geschnitzte Brüstungen der Emporen und der in weiß gehaltene Altar sind sparsam mit hellblau und gold geschmückt.
Von der Vorhalle führen beidseitig hölzerne geschwungene Treppen zu den dreigeschossigen Emporen.

### Altarbereich

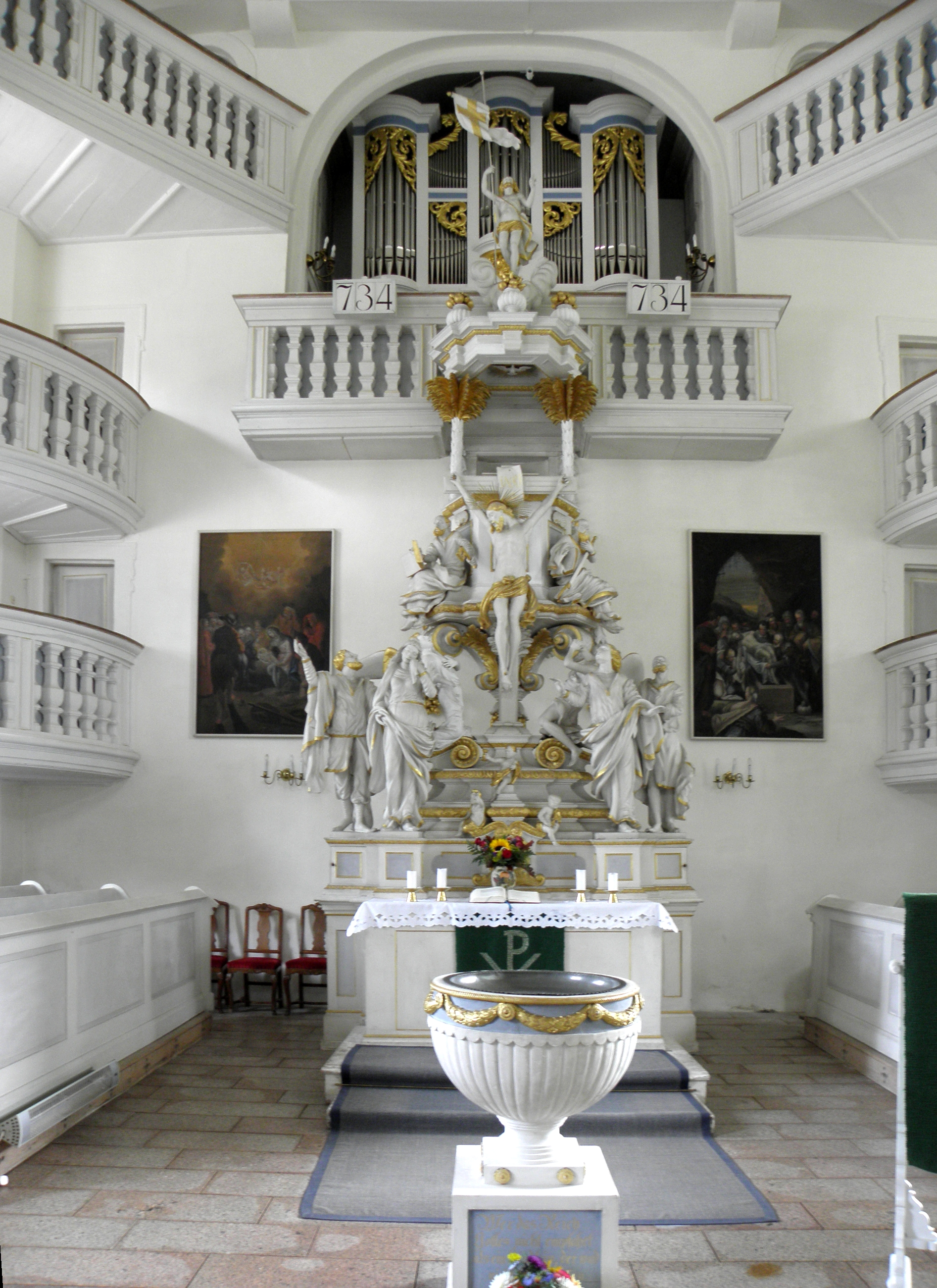
Taufstein, Altar und Orgelempore

Der quadratische Innenraum (Gemeinderaum) mit abgeschrägten Ecken ist mit einem Altar von Johann Heinrich Böhme dem Jüngeren aus Schneeberg aus dem Jahr 1688 ausgestattet. Das Sujet des Altars, der zu den frühesten und wertvollsten Altären Sachsens gehört, ist die Ostergeschichte:
Über dem Altar ist der gekreuzigte Christus dargestellt, links von ihm sind die Mutter Maria und rechts von ihm der Evangelist Johannes mit langem Haar zu sehen. Im Hintergrund hat Meister Böhme die Glaubenszeugen des alten Testaments postiert: Prophet Mose (links) und den  Propheten Elias (ganz rechts), dahinter knien zwei Engel in Anbetung des Herrn.
Vor der Orgel an der Balustrade und optisch fast auf dem Schalldeckel der Kanzel steht auf einer Wolke als krönender Abschluss des Altars der auferstandene Jesus Christus mit aufwärtsgerichtetem Blick, eine Siegesfahne in der Hand.
Alle Figuren waren ursprünglich nicht farbig, wurden jedoch im Laufe der Jahrhunderte mehrfach bemalt. Seit der Renovierung im Jahr 1958 sind sie mit Kreide geweißt und von Hand poliert.
Der Kanzelkorb wird flankiert von den Heiligen Petrus, erkennbar an seinem Schlüssel, und Paulus mit Buch und Schwert.
In die Predella des Altaraufsatzes sind die Bilder des Stifters Schnorr von Carolsfeld und seiner Gattin eingearbeitet. Die Bilder sind durch hölzerne Schieber verdeckt und werden einmal im Jahr, zur Kirmes, geöffnet.
An den beiden Wandflächen zwischen Altar und den Emporen ist je ein Ölgemälde mit biblischen Szenen zu finden.

### Emporen und Orgel
Die Emporen in der ersten Etage gegenüber dem Altarbereich waren Patronatslogen. Zwischen zweiter und dritter Etage genau über dem Altar befindet sich die Orgelempore.

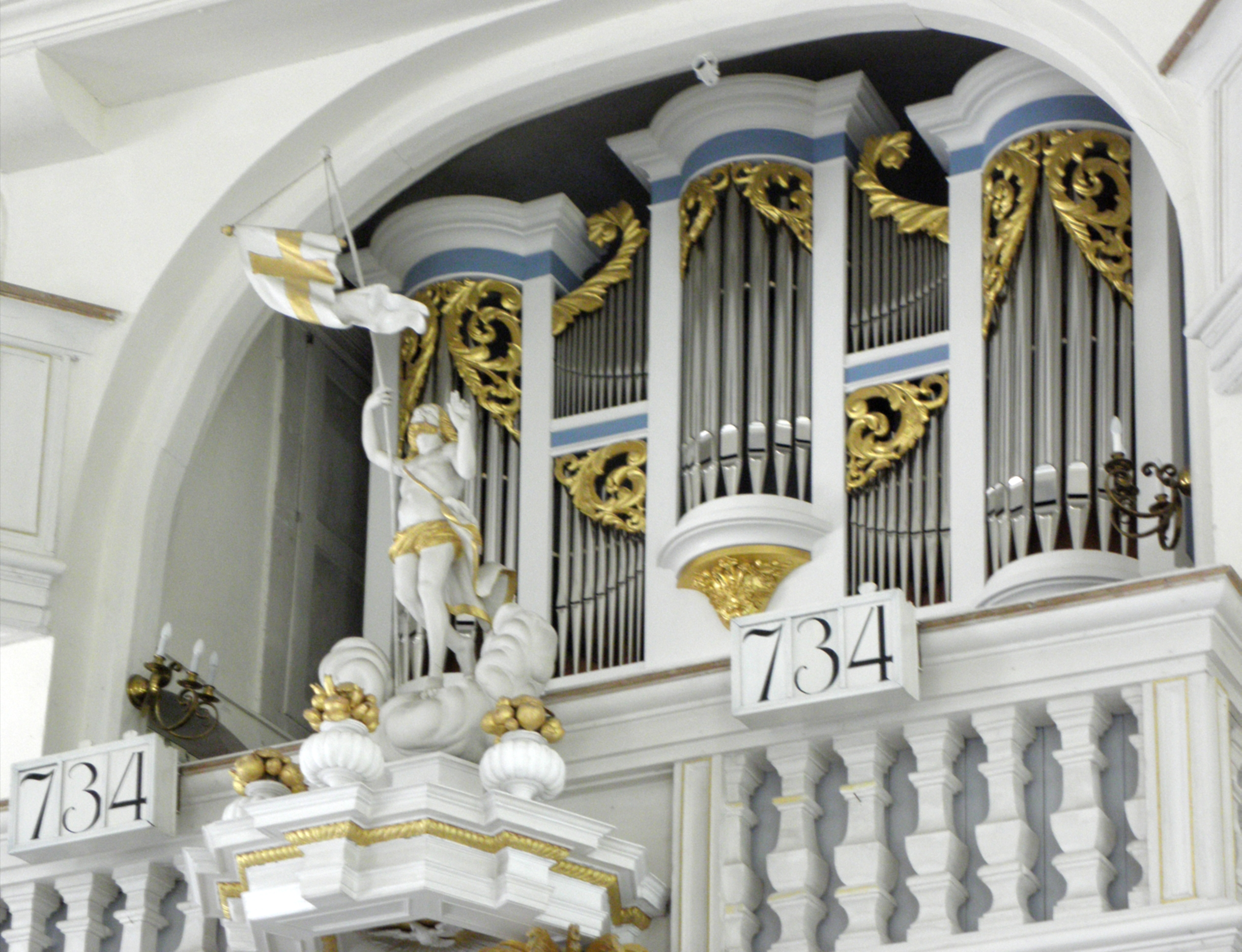
Orgel, im Vordergrund der auferstandene Christus

Die erst nach rund 170 Jahren nach der Kircheneinweihung 1863 eingebaute Orgel aus der Werkstatt Johann Gotthilf Bärmigs wurde 1912 von Jehmlich erweitert und 1940 von Schmeisser umgebaut. Sie hat 15 Register auf zwei Manualen und Pedal.
Auch der Orgelprospekt entstand von der Hand des Bildschnitzers Johann Heinrich Böhme d. J.

### Weitere Ausstattung und Ausschmückung
Die klassizistische Holztaufe entstand vermutlich 1820. Ob es vorher eine Taufe gegeben hat, ist nicht überliefert.
Symmetrisch um den Hauptraum angeordnet sind die nicht-farbigen zweibahnigen Rundbogenfenster mit zugehörigen Obergaden.

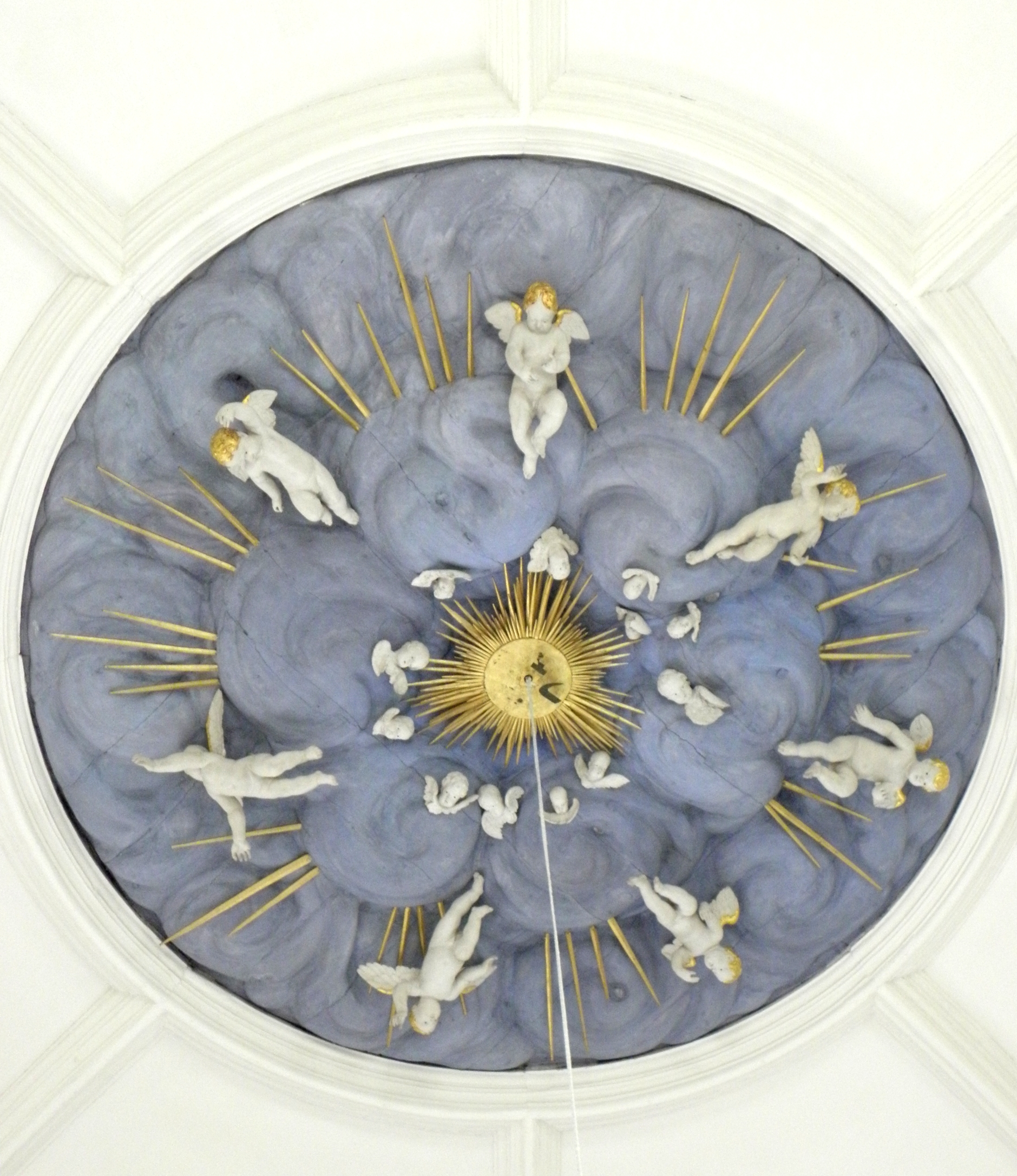
Sternenhimmel mit Sonne und Putten

Das Kuppelgewölbe der Holzdecke ist als Sternenhimmel ausgemalt. Am Scheitel und an den Rändern befinden sich plastische Putten.
Für die Beleuchtung des Gottesraumes sorgen ein von der Kuppel herabhängender Kristallleuchter, vergoldete Wandleuchter mit stuckverzierten Wandhaltern und an den Wandflächen der Emporen mehrere als Schmuck ausgeführte Wandblaker, die inzwischen elektrisch bestückt sind.
An der Wand über dem Eingang hängt ein Bildnis, das Martin Luther und Philipp Melanchthon im Gespräch über eine Bibel zeigt. Beiderseits daneben sind weitere Ölgemälde platziert.

## In der Umgebung

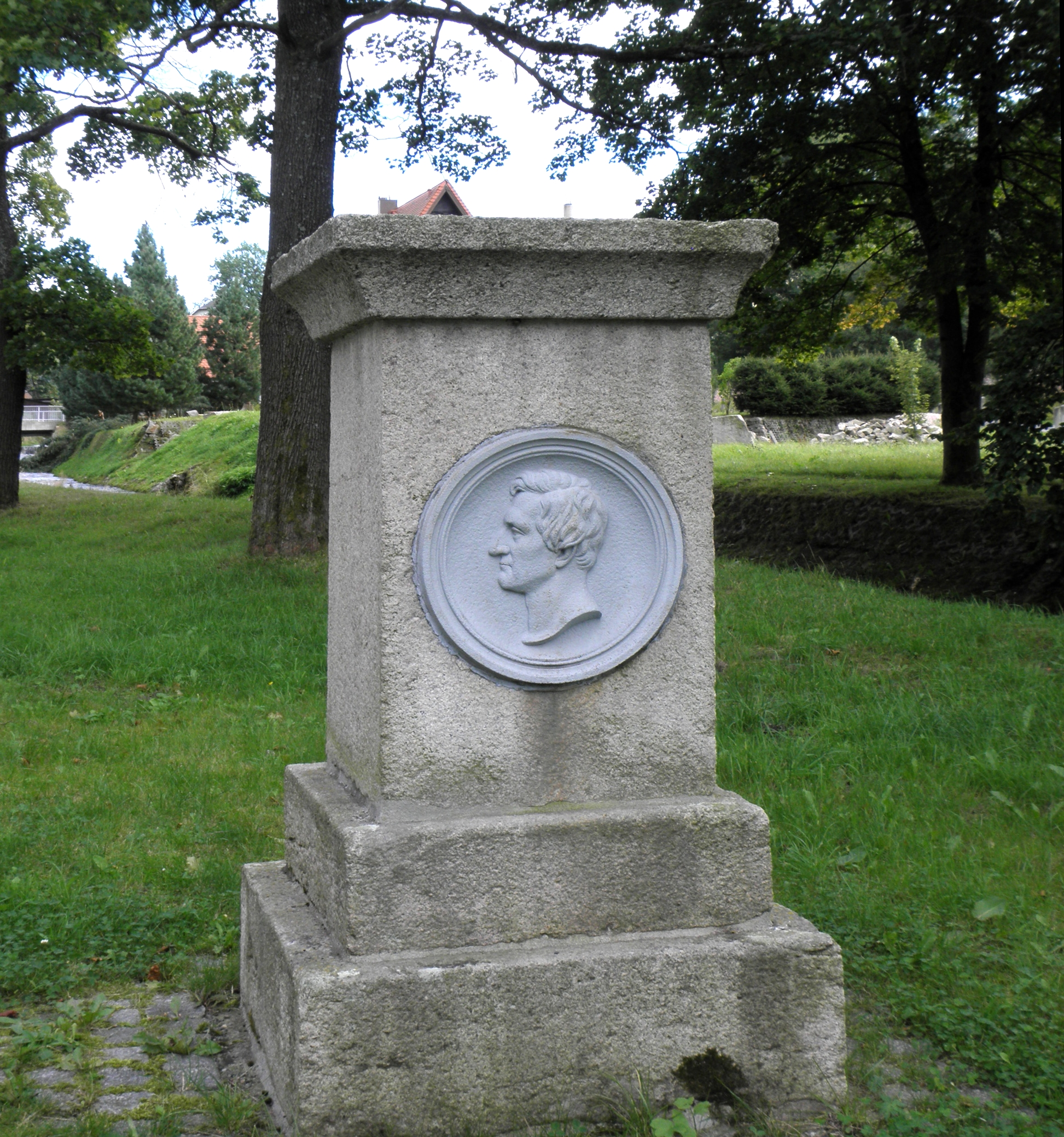
Prinzendenkmal

Rechts neben dem Portal der Kirche – zum Flüsschen Wilzsch hin – steht ein als Prinzendenkmal bezeichneter Gedenkstein. In dem quadratischen niedrigen Kalkstein ist ein Porträt des Prinzen Johann von Sachsen (ab 1854 König Johann) in Medaillenform eingelassen. Mit diesem Denkmal ehrten die Einwohner von Carlsfeld den jungen Prinzen, der sich ab 1823 sehr für die Überwindung von Arbeitslosigkeit und Armut im Ort einsetzte. (Diese Situation war durch die Stilllegung des Hammers entstanden, weil einerseits das Holz knapp wurde und andererseits billige Bleche aus England eingeführt wurden.) Der Prinz veranlasste eine Spendenkampagne und stellte Fördermittel bereit, womit in Carlsfeld neue Gewerke und Arbeitsplätze durch den gezielten Zuzug von Personen entstanden, darunter die Uhrenherstellung nach Schwarzwälder Art, die Fertigung von Harmoniken und die Ansiedlung der Weitersglashütte, die ab 1683 neben einfachen Glaserzeugnissen für den täglichen Bedarf auch buntes Glas für Kirchenfenster produzierte. Der Gedenkstein wurde am 24. Juli 1826 eingeweiht.
Etwa 100 Meter abseits an der Hauptstraße steht das Pfarrhaus.